# Erythrogonia plagiella
Erythrogonia plagiella är en insektsart som beskrevs av Melichar 1926. Erythrogonia plagiella ingår i släktet Erythrogonia och familjen dvärgstritar. Inga underarter finns listade i Catalogue of Life.